# Son of Dork
Son of Dork — британская поп-панк-группа из Лондона, сформированная Джеймсом Борном (James Bourne) несколько месяцев спустя после распада его предыдущего коллектива, Busted, в 2005 году. За время своего существования группа выпустила два сингла и один студийный альбом Welcome to Loserville, ставший в Великобритании золотым. В конце 2008 года полностью прекратила активность.

## История

### Образование группы
Группа Son of Dork была образована в 2005 году в составе вокалиста и гитариста Джеймса Борна, барабанщика Дэнни Холла (Danny Hall), басиста Стивена Раштона (Steve Rushton), гитариста Криса Леонарда (Chris Leonard) и ритм-гитариста Дэвида Уильямса (David Williams). Дэнни прежде играл в хардкор/метал-группе Spiral Rocks, Крис — в Stamford Amp в одном из телешоу канала BBC, Дэвид — в эмо группе из Южного Уэльса, а Стивен — в Mr Cheerful.
Название группы было взято из сцены в фильме «Трудный ребёнок» 1990 года, где происходит скандирование «Son of Dork».

### Welcome to Loserville (2005—2006)
В ноябре 2005-го за несколько недель до выхода альбома группа выпустила сингл «Ticket Outta Loserville», который дебютировал на 3 строчке в UK Singles Chart. Первый и единственный полноформатный альбом Son of Dork был записан на английском лейбле Mercury Records и реализован 21 ноября, заняв 35 место в хит-параде UK Albums Chart В Великобритании было продано более ста тысяч экземпляров и 16 декабря сертификационной компанией British Phonographic Industry альбому был присвоен статус золотого. Пластинка получила несколько положительных обзоров музыкальных критиков, а также сравнение с Enema of the State — альбомом известной поп-панк-группы Blink-182.
| №                   | Название                  | Длительность |
| ------------------- | ------------------------- | ------------ |
| 1.                  | «Ticket Outta Loserville» | 3:22         |
| 2.                  | «Eddie's Song»            | 3:44         |
| 3.                  | «Little Things»           | 3:32         |
| 4.                  | «Party's Over»            | 4:12         |
| 5.                  | «Boyband»                 | 3:00         |
| 6.                  | «Sick»                    | 3:31         |
| 7.                  | «Slacker»                 | 3:55         |
| 8.                  | «Holly... I'm the One»    | 3:41         |
| 9.                  | «Wear Me Down»            | 3:19         |
| 10.                 | «Murdered in the Mosh»    | 3:25         |
| Общая длительность: | Общая длительность:       | 46:47        |

Вслед за альбомом в январе 2006 года был выпущен второй сингл — «Eddie’s Song», достигший 10 позиции в UK Singles Chart. Сингл стал последней реализованной песней группы.

### Get Happy Tour и Sic Puppy Records (2007)
6 февраля 2007 года Son of Dork участвовали в The Get Happy Tour вместе с такими музыкальными коллективами, как Wheatus, Army of Freshmen и Bowling for Soup.
В 2007 году группа перешла на созданную Джеймсом независимую звукозаписывающую компанию Sic Puppy Records, а в марте возглавила The Sic Tour, который дал некоторым неподписанным командам возможность выступить вместе с ними для фанатов группы.

### Распад группы (2007—2008)
После нескольких месяцев обдумывания своего ухода Дэвид Уильямс в июле 2007-го на странице группы на Myspace сообщил о том, что группа распалась. В октябре того же года группу покинул Крис Леонард, а через год из-за её неактивности ушел и Стив Раштон.
В августе 2009-го Джеймс Борн и Эллиот Дэвис (Elliot Davies) объявили о постановке двухдневного музыкального спектакля, основанного на альбоме Welcome to Loserville, а позже продлили свои выступления на целый тур по Вест-Энду.
В марте 2010 года Джеймс Борн написал в своем Твиттере, что скучает по Son of Dork. Однако через несколько месяцев во время интервью по поводу выхода его сольного альбома Джеймс признался, что воссоединение группы вряд ли возможно.

## Состав группы
- James Bourne — вокал, гитара
- David Williams — ритм-гитара
- Chris Leonard — гитара
- Steve Rushton — бас-гитара, бэк-вокал
- Danny Hall — ударные